# Clube dos Servidores da Universidade
O Clube dos Servidores da Universidade (CSU), foi um clube de futebol brasileiro, sediado em Brasília, no Distrito Federal. Como o nome e o escudo sugerem, o clube era ligado aos servidores da Universidade de Brasília (UnB) e representou a universidade durante seu tempo de atividade. Foi vice-campeão do Campeonato Brasiliense de Futebol de 1975.

## História
O CSU disputou o Campeonato Brasiliense nos anos de na sua era amadora, tendo em seus planteis alunos e servidores da  Universidade de Brasília.

### A campanha de 1975
Em 1975, quando ainda o futebol de Brasília ainda beirava o amadorismo, o CSU voltou a participar de competições da Federação Metropolitana de Futebol. Entre 19 de março e 25 de maio, disputou a Copa Arizona de Futebol Amador, que reuniu 64 equipes amadoras de todo o Distrito Federal, mas não chegou entre os oito finalistas.
Em 12 de setembro de 1975 o CSU se filia para a categoria de futebol amador, se inscrevendo no Campeonato Brasiliense de Futebol de 1975, com mais sete equipes.
Após vencer primeiro turno com cinco vitórias e dois empates, 15 gols a favor e cinco contra, se qualificou para decidir o campeonato com a Campineira, vencedora do segundo turno. Ambos venceram seus turnos de forma invicta e decidiriam o Campeonato em três jogos.
A série de jogos finais atrasou bastante, com a primeira partida acontecendo apenas em 28 de março de 1976 no Estádio Pelezão, onde seriam os três jogos, com vitória de 2 a 1 da Campineira. No segundo jogo, no aniversário da cidade, 21 de abril de 1976, o CSU empatou a série ao vencer a segunda partida por 1 a 0.
No dia 1º de maio de 1976, a Campineira acabou vencendo por 2 a 0 e ficou com o título de campeã de 1975.
Dentre os jogadores que defenderam o CSU no campeonato de 1975, se destacou o zagueiro Kidão e o vice-artilheiro do campeonato Gisélio.[carece de fontes?] Pouco após o campeonato em 17 de maio de 1976, o presidente do CSU Álvaro da Silva Neves solicitou licença do quadro de filiados da Federação Metropolitana de Futebol por um período de dez meses, não tendo voltado mais e sido considerado extinto desde então.

## Títulos
| DISTRITAIS      | DISTRITAIS | DISTRITAIS | DISTRITAIS |
| Competição      | Títulos    | Temporadas |            |
| --------------- | ---------- | ---------- | ---------- |
| Taça Eficiência | 1          | 1966       |            |